# Motiti
Motiti ili Motiti Island je novozelandski otok u Tihom oceanu. 

## Zemljopis
Otok se nalazi u zaljevu Bay of Plenty , 21 km sjeveroistočno od otoka Tauranga i 9,4 km sjevernoistočno od Papamoa. Većinom je ravničarski, površina mu je 10 km². Najviši vrh visok je 57 m.

## Stanovništvo
Prema podacima iz 2006. godine na otoku živi 27 stanovnika u 18 domaćinstava. Stanovnici se bave poljoprivredom prvenstveno uzgojem avokada. Najmanji je naseljeni novozelandski otok.

## Vanjske poveznice
- Novozelandska enciklopedija  Arhivirana inačica izvorne stranice od 2. listopada 2012. (Wayback Machine)

### Ostali projekti
|  | Zajednički poslužitelj ima još gradiva o temi Motiti Island |